# Talk Radio 1395 AM
TalkRadio 1395 AM was tussen 1 januari 1997 en 21 september 1998 een commerciële Nederlandse praatzender, voortgekomen uit het failliete Veronica Nieuws Radio, aangezwengeld door Martijn Roos en Willem de Ridder, en grotendeels gefinancierd door Hans Krouwels en de Manaus-groep. De zender zond uit op de middengolf 1395 kHz, 215 m, maar was ook te vinden op de FM via diverse lokale kabelradio systemen, alwaar het signaal in stereo te beluisteren was. Uniek aan de zender was dat er overdag ieder kwartier een nieuwsbulletin te beluisteren was.
Luisteraars hadden op TalkRadio 1395 AM de mogelijkheid om 24 uur per dag telefonisch te reageren in de uitzendingen, wat resulteerde in discussies over de meest uiteenlopende onderwerpen. De doordeweekse uitzendingen werden het eerste halfjaar dagelijks gepresenteerd door Theo van Gogh & Frédérique Spigt (7-10 uur), Paul van Liempt (10-12 uur), Willem Zijlstra & Bas van Werven (12-14 uur), Saskia van Orly & Helen Pavias (14-17 uur) en Beau van Erven Dorens (17- 19 uur). 's Avonds en in het weekend hadden andere presentatoren een programma zoals bijvoorbeeld   Willem de Ridder, Rijk de Gooijer & Maarten Spanjer, Theo Paijmans & Ivo Westerlaken, Cora Emens, Martijn de Greve, Maxim Hartman Ron van Arnhem en Paul Haenen. Later kwamen daar nog Howard Komproe, Harry Mens, Jan Kuitenbrouwer en Jan Lenferink bij.
TalkRadio stond ook bekend om haar nachtprogramma's "Nachtvlucht 1395 AM", gepresenteerd door Roel Karter, Bart de Jongh en Robert Bulthuis, en Eskimozon met Peter van Abbe (Eskimo) en Diana Ozon. Met hun diepgaande gesprekken met de inbellende luisteraars wisten zij gezien het tijdstip uitzonderlijk hoge luistercijfers te behalen.
Door de voor adverteerders niet interessante doelgroep, en vanwege het feit dat TalkRadio enkel uitzond via de middengolf en de kabel, stopte het station in september 1998 abrupt met haar uitzendingen. Aan het begin van de avond werd om 18:30 in plaats van het nieuws een doorlopende jingle op de zender gezet met de aankondiging voor de start van Business Nieuws 1395 AM, nu BNR Nieuws Radio.
Op 18 februari 2019 werd bekendgemaakt dat TalkRadio terug zou keren. Met enkele maanden vertraging lanceerde TalkRadio als online station talkradio.nl op maandag 20 april 2020. Initiatiefnemers zijn media-ondernemer Richard Otto en voormalig Radio Veronica sidekick Arjen van Wifferen. Het werd echter geen succes en binnen een jaar opgeheven.